# Because I am a Girl
Because I am a Girl（ビコーズ・アイ・アム・ア・ガール、わたしは女の子だから、女の子だから）は国際NGO（非政府組織）プラン・インターナショナルによる、世界中の性差別の問題の解決を目的とした国際的なキャンペーンである。この運動の目標は、少女の人権擁護活動を促進し、世界中の何百万人もの少女を貧困から救い出すことにある。同団体の広範な国際開発活動の一環として行われ、発展途上国の少女たちが直面する平等性の欠如に焦点を当て、教育、医療、家族計画、法的権利、その他の分野における少女たちの社会的機会を改善するプロジェクトとして推進されている。

## 目標
プラン・インターナショナルによると、このキャンペーンにはいくつかの目標があり、2012年時点で次のような目標が示されている。
- 世界の指導者が率先して女子教育の普及に優先的に取り組むこと
- 国際的な質の高い女子中等教育の普及
- 女子教育への資金提供や援助の拡大
- 児童婚の廃止
- 学校内およびその周辺でのジェンダーに基づく暴力の根絶

計画では、直接的なプログラムやプロジェクトを通じて約400万人の少女を対象としており、ジェンダープログラムを通じて間接的に約4000万人の少女と少年を対象とすることを目標としている。また、ジェンダー平等に向けた政策の改善を目的とし、各国政府への働きかけによって約4億人の少女にプラスとなるような、ポジティブな影響を与えることをさらなる目標としている。

## 発祥
このキャンペーンは、プラン・インターナショナルが2007年5月に『Because I am a Girl』（わたしは女の子だから）と題した世界の少女の置かれている状況に関する初の年次報告書を発表した直後に開始された。ニッキー・ヴァン・デル・ガーグが中心となって執筆され、世界中、特に発展途上国における少女に対する差別の程度に関する調査をまとめて分析した報告書として現在でも広く論文や他の報告書に引用されている。少女に対する暴力、児童婚の強制、貧困の蔓延など、様々なトピック、テーマが取り上げられている。名称は2004年にネパールでのプラン・インターナショナルの活動を取材するために、現地を訪れたドイツ人ジャーナリストがしっかりした服装の男子と痩せて貧相な服装の女子を目にして、ある母親に「なぜ女の子だけきちんとした食事を与えていないのですか」と聞いた時に「女の子だから」と返されたということに起因する。これを受けたプラン・インターナショナルの職員が、世界の少女が直面する課題を解決することを目的とした継続的なプロジェクトのイニシアティブとして、キャンペーン「Because I am a Girl」（女の子だから）を立ち上げた。

## 年間報告
毎年、プラン・インターナショナルから世界の少女達の状況に関する年間、年次報告書『Because I am a Girl』が発表されている。このレポートは2007年から毎年作成されており、研究者は世界中の少女達の元を訪問し、その調査結果を報告書としてまとめている。 
2007年以降にリリースされた主なレポート：
- 2007年：The State of World's Girls（世界の女の子の現状）
- 2008年：In the Shadows of War（戦争の影で）
- 2009年：Girls in the Global Economy: Adding It All Up（グローバル経済の下の少女たち: 全てを足し合わせると）
- 2010年：Digital and Urban Frontiers（デジタルと都市の境界線）
- 2011年： LifeBecause I am a Girl: So What About the Boys?（私は女の子だから: じゃあ、男の子はどうなるの？）
- 2012年：Because I am a Girl: Learning for（私は女の子だから: 人生のために学ぶ）
- 2013年：In Double Jeopardy: Adolescent Girls and Disasters（二重の危険にさらされて: 思春期の女の子と災害）
- 2014年：Pathways to Power: Creating Sustainable Change for Adolescent Girls（権力への道：思春期の少女のための持続可能な変化の創出）
- 2015年：The Unfinished Business of Girls' Rights（少女の権利獲得に向けた未完の事業）

## 国際的な活動
プラン・インターナショナルは、目立つバス停でのポスターキャンペーンなど、革新的なマーケティングによってキャンペーンの認知度を高めている。また、プラン・インターナショナルは後に国連総会で国際的な記念日として採択された「国際ガールズ・デー」の取り組みを開始している。初の国際ガールズ・デーは2012年10月11日となった。
プラン・インターナショナルが支援を行った子どもの数は、1990年代後半に約110万人に到達し、2018年には約5650万人と大幅に増加している。また、支援を行った国の数も同年には50か国以上となっている。プラン・インターナショナルの目標は、貧しい国々の子どもたちが人生でより良いチャンスを得られるようにサポートすることである。
アメリカ支部であるプラン・インターナショナルUSAは、多くの女性と少女が月経、いわゆる生理を自己管理できるようにすることを目指している。アメリカでも月経に関する偏見や社会的スティグマは多く存在し、女性のみならず男性にも月経についての知識を提供することも目標の一つとしている。また、ナプキンやタンポン、また新しいものでは月経カップといった生理用品をより多くの女性が使用できるようにすることも目指している 。アメリカでは国際ガールズデーに向けた行動を呼びかけるハッシュタグとして、「#GirlsTakeover」（ハッシュタグ・ガールズテイクオーバー）が作られた。これは国際ガールズ・デーの1日だけ日本でいう一日署長のように大臣や国際機関の長などの役職を少女が務めるというもので、これまで国際連合児童基金（ユニセフ）、UN Women、国際連合人口基金（UNFPA）の事務局長がこれに賛同、少女への「テイクオーバー」（引き継ぎ）を行い、少女達の人権擁護とジェンダー平等を訴えた。世界60か国で1000件を超える「テイクオーバー」（引き継ぎ）が行われている。フィンランドでは大統領、ドイツでは財務大臣の「テイクオーバー」がそれぞれ行われた例がある。
TwitterやFacebookといったソーシャルメディアでは、国際ガールズ・デーである10月11日に「#BecauseiamaGirl」や「#女の子だから」というハッシュタグを通じて、世界の女性の思いや考えなどが発信されている。

### カナダ
プラン・インターナショナル・カナダによる「Because I Am a Girl」イニシアティブでは、カナダ政府に対して「National Day of the Girl」（後の国際ガールズ・デー）の制定を求める請願書、嘆願書を作成した。この請願書は、9月22日に「国際・ガールズデー」という国際的な記念日を制定することを国連に働きかけることを目的としていた。その目標は、ジェンダーの不平等の問題について国際的な注目や関心、意識を向けさせることで、少女達が自分たちの権利を獲得できるようにすることだった。カナダは、毎年10月11日を「International Day of the Girl Child」とする案を国連総会に提出し、国連総会の場において採択、決議された。

### イギリス
2009年のキャンペーンでは、有名人（特にセレブリティ）の女性が子どもの頃の写真を寄付したり、自分にインスピレーション、影響を与えた女性について話し合うなどして、女性の人権について考えを深める場が設けられた。
2014年には、ある女子学生が「Because I Am a Girl」キャンペーンに感化され、強制結婚についての詩を書いている。彼女の詩は、プラン・インターナショナルUKによってオンライン上で公開された。

### アメリカ合衆国
2015年、 当時13歳でリトルリーグ・ベースボール・ワールドシリーズの女性初の勝利投手となったフィラデルフィアのタニー・ドラゴンズ所属のモネ・デイビス選手はシューズブランド「M4D3（Make A Difference Daily）」とコラボし、女児プラン・インターナショナルの「Because I Am a Girl」キャンペーンに寄付された。

### 日本
日本でも森永製菓がこの活動に協賛し、2008年から「1チョコfor1スマイル」キャンペーンと題して、「森永ミルクチョコレート」、「森永 ミルクココア」、「小枝」、「DARS」を対象に売り上げ金の一部をプラン・インターナショナル・ジャパンに寄付している。また、女性向け時計ブランド「クロスシー」を展開するシチズンもこの活動に協賛し、2013年（平成25年）から継続的に売り上げ金の一部をプラン・インターナショナル・ジャパンに寄付しており、2020年（令和2年）には紺綬褒章を授与されている。